# Шурхал Сергій Павлович
Сергі́й Па́влович Шу́рхал — український тренер, готує спортсменів, що представляють Запорізьку область.
Серед його вихованців — метальниця списа Ганна Гацько-Федусова, готував її до Олімпіади-2012 й надалі.